# Ahmed Elbourdainy
Ahmed Bassam Elbourdainy (né le 4 avril 1990) est un coureur cycliste qatarien.

## Biographie
En 2009, Ahmed Elbourdainy intègre l'équipe continentale qatarienne Doha. À 19 ans, il se classe troisième du championnat du Qatar sur route. En 2011, il devient membre de l'équipe du Centre mondial du cyclisme. Au mois de novembre, il remporte le championnat arabe du contre-la-montre par équipes, avec trois autres compatriotes.
Fin 2013, il s'impose en solitaire sur la troisième étape du Sharjah International Cycling Tour, pour son premier succès sur le circuit UCI.
En 2015, il représente son pays lors des Championnats du monde sur route, organisés à Richmond. Bien que bénéficiant de la fédération de son pays, où seuls six citoyens pratiquent le cyclisme, Elbourdainy rencontre des difficultés à progresser, dans un pays où il n'existe aucun club et aucune course pour les amateurs. Pour cette échéance, il reçoit néanmoins l'aide du Centre mondial du cyclisme, qui l'accueille pour trois mois. En préambule de cette échéance, le coureur qatari se prépare en participant à plusieurs compétitions en France. Il termine notamment sixième du Prix de Chavannes-sur-Reyssouze, épreuve du calendrier amateur français remportée par un autre membre du Centre mondial, Dušan Rajović. Aligné sur l'épreuve du contre-la-montre à Richmond, il se classe 61e sur 65 concurrents au départ, à près de 10 minutes du vainqueur Vasil Kiryienka. Après cette expérience américaine, il se fixe comme objectif de prendre part aux prochains championnats du monde, qui auront lieu dans son pays au Qatar, tout en recherchant une équipe professionnelle pour 2016.
En 2016, il intègre la formation émiratie Sharjah.

## Palmarès
- 2009
  - 3e du championnat du Qatar sur route
- 2011
  -  Champion arabe du contre-la-montre par équipes
- 2013
  - 3e étape du Sharjah International Cycling Tour

## Classements mondiaux
| Année                                 | 2014 | 2015 | 2016 | 2017  | 2018 | 2019 | 2020 | 2021 | 2022  |
| ------------------------------------- | ---- | ---- | ---- | ----- | ---- | ---- | ---- | ---- | ----- |
| Classement mondial                    |      |      | nc   | 2598e | nc   | nc   | nc   | nc   | 1749e |
| UCI Asia Tour                         | 312e | nc   | nc   | 544e  | nc   | nc   | nc   | nc   | 160e  |
|                                       |      |      |      |       |      |      |      |      |       |
| Légende : nc = non classéSource : UCI |      |      |      |       |      |      |      |      |       |